# Zapoteca costaricensis
Zapoteca costaricensis är en ärtväxtart som först beskrevs av Nathaniel Lord Britton och Joseph Nelson Rose, och fick sitt nu gällande namn av Héctor Manuel Hernández. Zapoteca costaricensis ingår i släktet Zapoteca och familjen ärtväxter. Inga underarter finns listade i Catalogue of Life.